# میفونه، کوماموتو
میفونه، کوماموتو (به لاتین: Mifune, Kumamoto) یک منطقهٔ مسکونی در ژاپن است که در استان کوماموتو واقع شده‌است. میفونه  ۱۸٬۲۸۲ نفر جمعیت دارد.